# Johannes Streubel
Johannes Streubel (* 17. Januar 1921 in Erdmannsdorf; † 22. Februar 1990) war ein deutscher Konteradmiral der Volksmarine.

## Militärische Laufbahn
Der Sohn eines Müllers erlernte nach seinem achtklassigen Schulbesuch von 1935 bis 1939 den Beruf eines Betriebselektrikers und kam anschließend zum Reichsarbeitsdienst (RAD). Während des Zweiten Weltkrieges diente er in der Kriegsmarine, wo er zuletzt den Rang eines Fähnrichs zur See innehatte. Bei Kriegsende geriet Streubel in sowjetische Kriegsgefangenschaft, aus der er noch im selben Jahr wieder entlassen wurde. 
Anschließend war er bis 1946 erwerbslos. In diesem Jahr trat er der KPD bzw. nach der Zwangsvereinigung von SPD und KPD zur SED, der SED bei. Von 1946 bis 1947 arbeitete Streubel zunächst als Neulehrer an der Berufsschule in Flöha. 1947 stieg er jedoch bereits zum Leiter des Kulturamtes im Rat des Kreises in Flöha auf. Diesen Posten hatte Streubel bis 1950 inne. Am 10. Februar 1950 trat er den bewaffneten Organen der DDR (Deutsche Volkspolizei) bei und fand dort bis 1952 als Instrukteur im Ministerium des Innern (MdI) Verwendung. Anschließend agierte Streubel dort bis 1953 als Leiter der Abteilung Koordination und Kontrolle in Berlin. Im Anschluss hieran übte er von 1953 bis 1955 erneut die Funktion eines Instrukteurs bei der Abteilung Sicherheit des Zentralkomitees der SED aus. 1956 erfolgte seine Delegierung an eine Seekriegsakademie der UdSSR. 1957 kehrte Streubel in die DDR zurück und arbeitete bis 1959 in seiner vorigen Dienststellung. Von 1959 bis 1961 war er Chef der 4. Flottille. Von 1962 bis 1964 fungierte Streubel als stellvertretender Chef des Stabes für operative Aufgaben im Kommando der Volksmarine, wo er am 1. Mai 1964 zum Konteradmiral ernannt wurde. In diesem Rang bekleidete Streubel bis 1971 die Funktion des stellvertretenden Chefs der Volksmarine und war zugleich Chef des Stabes im Kommando der Volksmarine. Von 1972 bis zu seiner Entlassung am 1. Dezember 1981 war Streubel Direktor des Armeemuseums in Dresden.

## Auszeichnungen
- 1966 Vaterländischer Verdienstorden in Silber
- 1976 Theodor-Körner-Preis
- Kampforden „Für Verdienste um Volk und Vaterland“ in Gold

## Schriften
- Vereint unbesiegbar, Autorenkollektiv u. Ltg. von Konteradmiral Johannes Streubel, Militärverlag der DDR, 1976.